# Coggeshall
Coggeshall – miasto i civil parish w Wielkiej Brytanii, w Anglii, w regionie East of England, w hrabstwie Essex, w dystrykcie Braintree. W 2011 roku civil parish liczyła 4727 mieszkańców. Coggeshall jest wspomniana w Domesday Book (1086) jako Cogheshale/Coghessala.